# Högfors
Högfors (finska: Karkkila) är en stad i landskapet Nyland i Finland. Högfors har 8 717 invånare och har en yta på 255,32 km².
I Högfors finns ett gjuterimuseum och ett arbetarmuseum, och Nylands högsta punkt, Loukkumäki på 174 m finns ett stycke väster om stadsdelen Järvenpää. Stadens grannkommuner är Lojo, Loppis, Tammela och Vichtis.
Högfors är enspråkigt finskt.

## Historia

Pyhäjärvi Nl vapen

Högfors var ursprungligen en by i kommunen Pyhäjärvi Ul (Ul stod för Uudenmaan lääni; Nylands län, eftersom det i Finland fanns flera kommuner med det namnet). Landskapet omkring är bördigt och redan tidigt uppstod där en handelsplats mellan tavasterna och folken närmare kusten som kunde ta sig dit längs vattenvägarna. Kommunen utgjorde en kapellförsamling under Vichtis församling men blev en egen församling 1869. Ortens utveckling började med att det 1822 byggdes en masugn vid forsen för att förädla malmen från den närbelägna gruvan i Kulosuonmäki. Högfors blev köping 1932 och 1969 fusionerades Pyhäjärvi kommun (officiellt namn Pyhäjärvi Nyl l, finska: Pyhäjärvi Ul) med Högfors köping. 1977 blev Högfors stad. Över hälften av arbetsplatserna i staden finns i industrin och 3-5% av dem inom tung metallindustri, så staden har från början haft en stark prägel av industriort. Därför har också vänsterpartierna majoritet i stadsfullmäktige.

## Byar
Ahmoo, Alimmainen, Haavisto, Järvenpää, Nyhkälä, Siikala, Tuorila, Vaskijärvi, Vattola och Vuotinainen.

## Politik

### Mandatfördelning i Högfors stad, valen 1976–2025
| 17 | 8 | 3 |  | 6 |

| 15 | 9 | 5 |  | 5 |

| 15 | 9 |  | 4 | 6 |

| 13 | 9 | 3 | 2 | 8 |

| 12 | 11 | 2 | 2 | 3 | 5 |

| 13 | 6 | 2 | 3 | 6 |  | 4 |

| 10 | 9 | 4 | 7 | 5 |

| 13 | 8 |  | 6 | 7 |

| 22 | 13 |

| 12 | 7 |  | 2 | 5 |  | 7 |

| 22 | 13 |

| 8 | 8 | 2 | 7 | 4 | 6 |

| 24 | 11 |

| 10 | 7 | 4 |  | 2 | 4 |  | 6 |

| 20 | 15 |

| 5 | 6 |  | 11 | 3 | 2 |  | 6 |

| 21 | 14 |

| 8 | 4 |  | 9 | 3 | 6 |

| 17 | 14 |

### Vänorter
Högfors har åtminstone följande vänort:
- Bad Kötzting, Tyskland, sedan 1997

## Ekonomi och infrastruktur

### Näringsliv

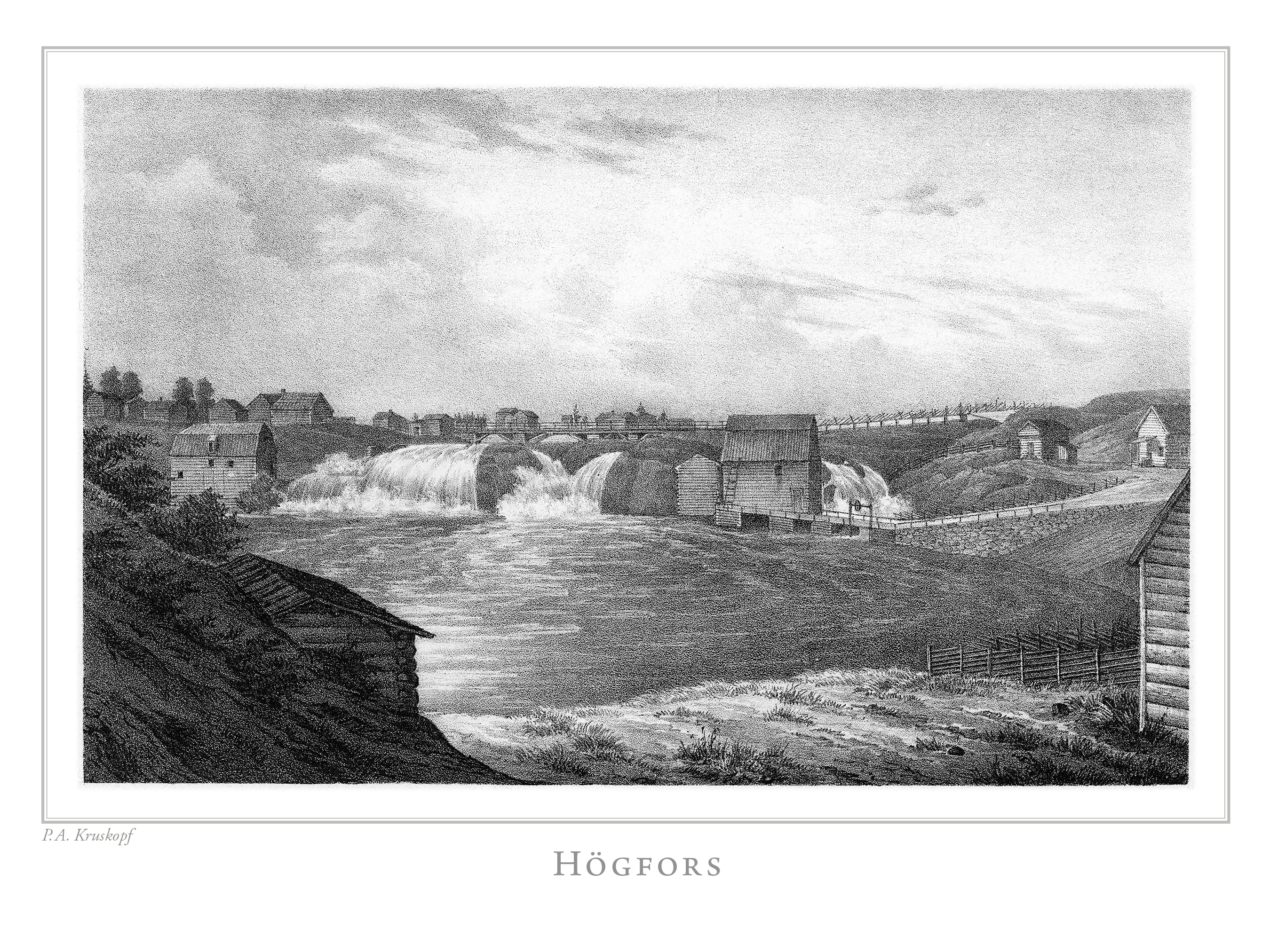
Litografi av Högfors i Finland framstäldt i teckningar utgiven 1845-1852.

Den 17 maj 1820 fick brukspatron Dreilick och notarie Bökman enligt kejserligt privilegium tillstånd att bygga en masugn. Masugnen blev färdig 1823 och man började tillverka tackjärn. Av tackjärnet tillverkades pannor och grytor i företagets gjuteri. Den närbelägna gruvan sinade småningom och på 1850-talet övergick ugnen till myrmalm. 1853 grundades ett valsverk i anslutning till masugnen och 1875 bildades ett aktiebolag, Högfors bruks AB, för verksamheten. 1885 köptes bolaget av Wolter Ramsay, och 1894 bildade han ett nytt bolag, Högfors bruk och Wattola träsliperi, då han också köpte upp det nygrundade träsliperiet i närheten, som grundats för att utnyttja de vidsträckta skogar som Vattola gård ägde. Masugnens betydelse minskade och bolaget började inhandla sitt tackjärn från utlandet. 1915 kördes den sista satsen malm i ugnen, och träkonstruktionerna revs, men gråstensfundamentet lämnades kvar som minnesmärke. Masugnen restaurerades på 1990-talet, och ingår nu i bruksmuseet. Den på den relativt närbelägna Nääs gård uppväxta industrimagnaten Hjalmar Linder köpte bruket och träsliperiet 1918. Gjuteriet hade då ett omfattande tillverkningsprogram; alltifrån spisplattor till värmepannor, och en arbetarstyrka på över 500 man, men träsliperiets produktion var blygsam och det upphörde med sin verksamhet ganska snart. År 1933 fusionerades Högfors fabrik med skogsindustrikoncernen Kymmene Ab, som i sin tur fusionerades med UPM. Dess metallindustri har sålts ut, och 1985 köpte metallkoncernen Santasalo-Jot gjuteriet. Det ändrade senare namn till Componenta (numera ägare också till Virsbo bruk) och fungerar fortfarande i staden.
Componenta är stadens utan konkurrens största arbetsgivare, men i Högfors verkar också flera andra välkända fabriker; Helvar, som hör till Helkamakoncernen är en av Europas största tillverkare av ballast för lysrörsarmaturer. Moventas, som avknoppades från Santasalo-JOT, tillverkar högklassiga industriväxlar. Några sötsaksföretag har tagit fasta på ordleken att Karkkila också skulle kunna översättas ungefär Karamellby och etablerat sig i staden. Ett av dessa är Fennobon, Finlands enda tillverkare av tuggummi, vilken 2008 införlivades i Cloetta Fazer-koncernen och därefter överfördes till Fazer Konfektyr när koncernen delades.

### Kommunikationer

#### Vägar
Sedan 1960 har Riksväg 2 mellan Helsingfors och Björneborg gått genom Högfors. Innan dess låg orten långt från allfarvägarna, och man kom dit längs regionalvägarna 126 från sydväst, 133 österifrån och 134 från nordost. Vägen drogs från början ett stycke ifrån centrum för att inte stocka trafiken, men då staden har vuxit, har trafiken ökat. Riksvägen var för sin tid relativt bred och snabb, med 8 m asfaltkörbana, men har blivit alltmer trång för den ökande trafiken. För närvarande pågår grundförbättringsarbeten som beräknas vara färdiga 2009, och förväntas förbättra trafikflödet.

#### Järnväg

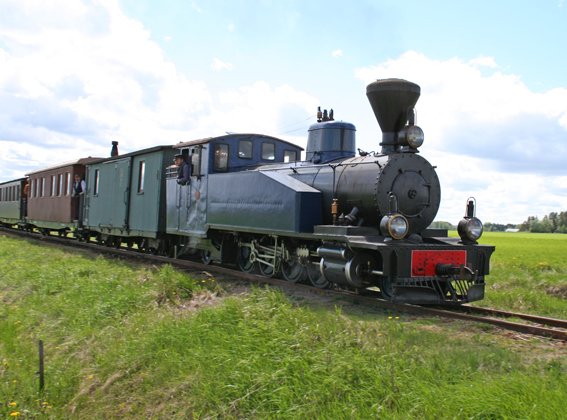
Ett av de första loken på Högforsbanan, HKR-5, eller "Sohvi" från 1917. (Numera i drift på Jockis museijärnväg)

Brukspatron Hjalmar Linder ägde utöver bruket också Nääs gård mellan Högfors och Hyvinge, och lät 1907 bygga en smalspårig järnväg från VRs stambana i Hyvinge till gården. Den förlängde han 1911 till Högfors för att underlätta brukets transporter. Banan hade 750mm spårvidd, och en längd på 44 km. Två 25-tons lokomotiv beställdes från Tampella i Tammerfors, och de hade ett femtiotal godsvagnar, två II/III-klass passagerarvagnar med plats för 28 resande och en privatvagn för patron med plats också för 20 av brukets högre tjänstemän till förfogande, som de trafikerade banan med. Under banans första år såldes cirka 52 000 biljetter. Hastighetsbegränsningen sattes till 25kmh och resan tog 2½ timme. Trafiken ökade raskt, och sköttes som mest med fem lok. Banan hade sin glansperiod under 1930-talets högkonjunktur. Ett diesellok skaffades 1954, men under femtiotalet började trafiken förlora mark till landsvägstransport och bussar. 1958 gick bara ett tåg om dagen, och 1961 upphörde passagerartrafiken. Det sista godståget på banan gick 1 september 1967. Dieselloket såldes till Jockis smalspåriga järnväg, och användes där till 1974. Ett av ångloken, HKR 3, som kallades för Pikku Pässi (ungf. "lill-gumsen") ställdes ut på torget i Högfors, men for illa av väder och vind och vandalism. En skara entusiaster hade övertagit Jockisbanan och grundat Jockis museijärnväg. De tog hand om loket 1993 och satte det i skick. Arbetet blev färdigt 2006, och det står nu i aulan på Högfors stadshus. De övriga loken och vagnarna har museet som tack fått överta, och de har småningom tagits i bruk på museijärnvägen.

## Befolkning

### Demografi

#### Befolkningsutveckling
| Befolkningsutvecklingen i Högfors stad 1975–2020                                                             | Befolkningsutvecklingen i Högfors stad 1975–2020 | Befolkningsutvecklingen i Högfors stad 1975–2020 | Befolkningsutvecklingen i Högfors stad 1975–2020 | Befolkningsutvecklingen i Högfors stad 1975–2020 |
| --- | ------------------------------------------------ | ------------------------------------------------ | ------------------------------------------------ | ------------------------------------------------ |
| |                                                  |                                                  |                                                  |                                                  |
| År |                                                  |                                                  | Folkmängd                                        |                                                  |
| 1975 | 1975                                             |                                                  | 8 564                                            |                                                  |
| 1980 | 1980                                             |                                                  | 8 330                                            |                                                  |
| 1985 | 1985                                             |                                                  | 8 355                                            |                                                  |
| 1990 | 1990                                             |                                                  | 8 925                                            |                                                  |
| 1995 | 1995                                             |                                                  | 8 609                                            |                                                  |
| 2000 | 2000                                             |                                                  | 8 753                                            |                                                  |
| 2005 | 2005                                             |                                                  | 8 807                                            |                                                  |
| 2010 | 2010                                             |                                                  | 9 209                                            |                                                  |
| 2015 | 2015                                             |                                                  | 8 969                                            |                                                  |
| 2020 | 2020                                             |                                                  | 8 696                                            |                                                  |
| Anm: Uppgifterna avser förhållandena den 31 december nämnda år enligt områdesindelningen den 1 januari 2022. |                                                  |                                                  |                                                  |                                                  |

#### Språk
Befolkningen efter språk (modersmål) den 31 december 2022. Finska, svenska och samiska räknas som inhemska språk då de har officiell status i landet. Resten av språken räknas som främmande. För språk med färre än 10 talare är siffran dold av Statistikcentralen på grund av sekretesskäl.
| Språk                        | Talare 2022-12-31 | Talare 2022-12-31 |
| Språk                        | Antal             | Andel (%)         |
| ---------------------------- | ----------------- | ----------------- |
| Hela befolkningen            | 8 603             | 100,0             |
| Inhemska språk totalt        | 7 950             | 92,4              |
| Finska                       | 7 883             | 91,6              |
| Svenska                      | 66                | 0,8               |
| Samiska                      | 1                 | 0,0               |
| Främmande språk totalt       | 653               | 7,6               |
| Estniska                     | 163               | 1,9               |
| Ryska                        | 138               | 1,6               |
| Arabiska                     | 56                | 0,7               |
| Kinesiska                    | 34                | 0,4               |
| Turkiska                     | 28                | 0,3               |
| Kurdiska                     | 27                | 0,3               |
| Engelska                     | 26                | 0,3               |
| Serbiska                     | 21                | 0,2               |
| Polska                       | 19                | 0,2               |
| Rumänska                     | 15                | 0,2               |
| Ukrainska                    | 15                | 0,2               |
| Persiska                     | 13                | 0,2               |
| Thailändska                  | 13                | 0,2               |
| Bulgariska                   | 10                | 0,1               |
| Språk med färre än 10 talare | 75                | 0,9               |

|  | Finska (91,6 %) |

|  | Svenska (0,8 %) |

|  | Samiska (0,0 %) |

|  | Främmande språk (7,6 %) |

|  | Finska (91,6 %) |

|  | Svenska (0,8 %) |

|  | Samiska (0,0 %) |

|  | Främmande språk (7,6 %) |

### Religion

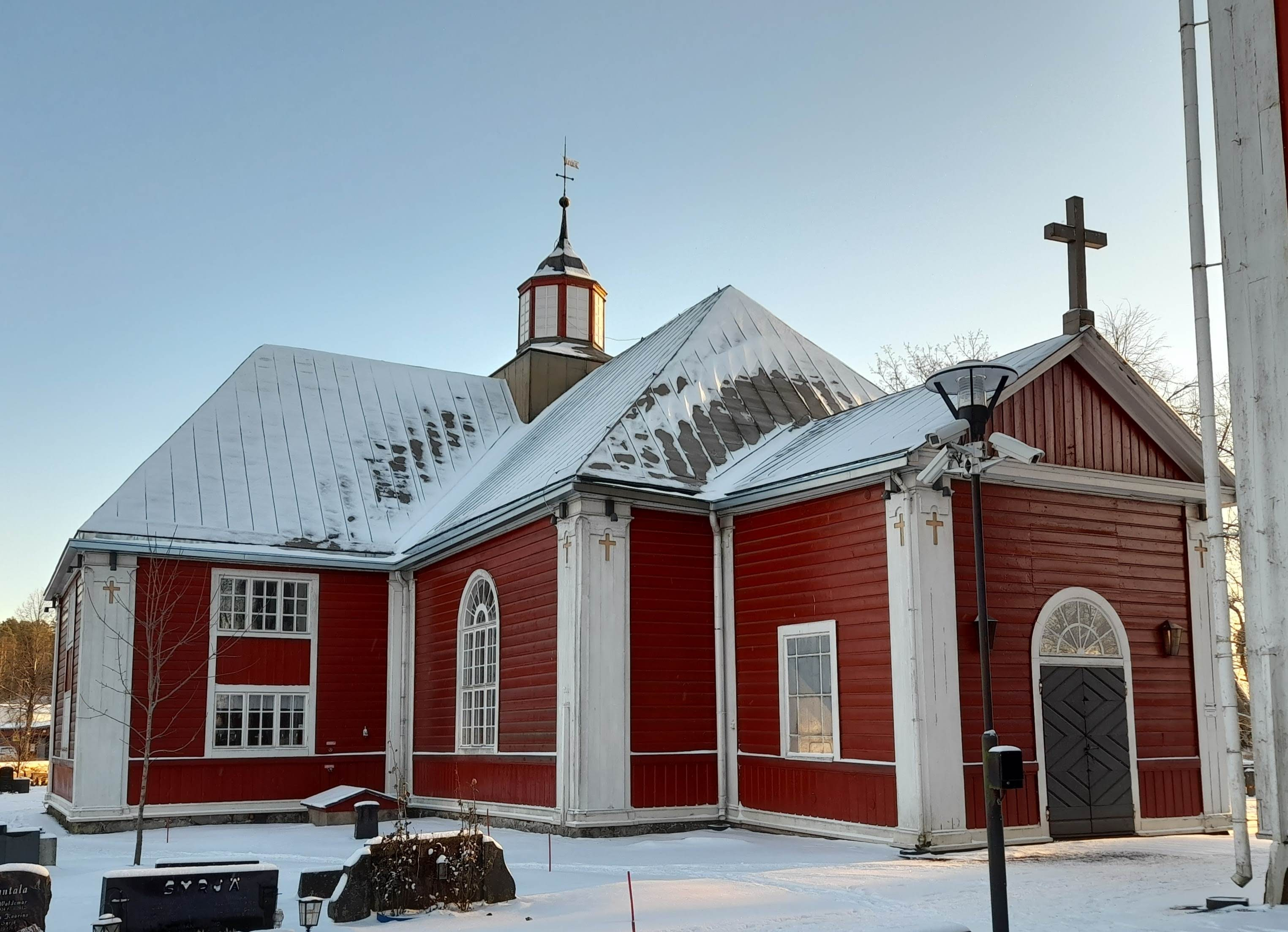
Högfors kyrka

Högfors församling som tillhör Evangelisk-lutherska kyrkan i Finland är den största församlingen i Högfors. Förutom Högfors församling har också Högfors pingstförsamling och Helsingfors ortodoxa församling verksamhet i kommunen.

## Kända personer
- filmregissören Aki Kaurismäki
- Sampsa Astala, musiker, tidigare medlem i Lordi
- Curling-lagkaptenen Markku Uusipaavalniemi